# Uranotaenia nataliae
Uranotaenia nataliae är en tvåvingeart som beskrevs av Lynch Arribalzaga 1891. Uranotaenia nataliae ingår i släktet Uranotaenia och familjen stickmyggor. Inga underarter finns listade i Catalogue of Life.